# Canvis en la toponímia municipal de Catalunya durant la Guerra Civil espanyola
L'esclat revolucionari que seguí a la insurrecció militar de juliol de 1936 i a l'inici de la Guerra Civil espanyola –període extraordinàriament convuls– va comportar en certs casos, tant a Catalunya com a la resta de l'Estat, uns efectes sobre la toponímia municipal que tingueren un ample ressò a escala local i comarcal. Els canvis produïts en els pobles catalans reberen reconeixement oficial per part de la Generalitat republicana però foren declarats nuls en finalitzar el conflicte amb la victòria del bàndol feixista.

## Origen

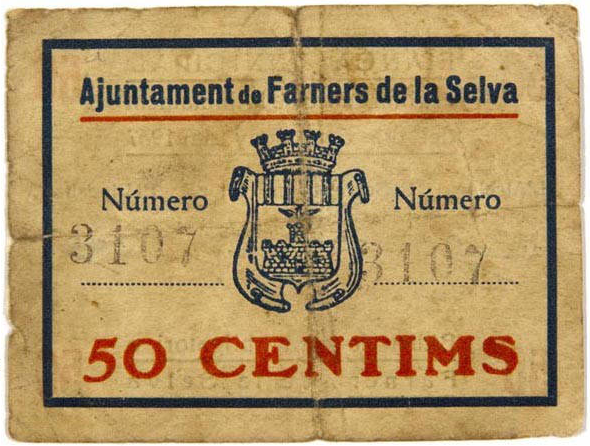
Paper moneda emès per l'Ajuntament de Farners de la Selva (1937).

Amb la proclamació de la Segona República Espanyola i el restabliment de la Generalitat, aquesta havia iniciat ja l'any 1931 un procés per adoptar una nova divisió territorial de Catalunya, dins el qual s'havien proposat i adoptat nombrosos canvis en la toponímia oficial amb l'aplicació de les normes ortogràfiques de l'Institut d'Estudis Catalans (IEC) i la creació d'un nomenclàtor oficial amb el Decret de 13 de novembre de 1933.
A partir de l'esclat de la Guerra Civil, el nou escenari bèl·lic accentuà les tendències revolucionàries que aviat es traduïren en protestes i accions de caràcter anticlerical. A molts pobles i viles del país, el buit de poder institucional produït arran de la situació de guerra i revolució fou ocupat amb l'emergència de certs poders locals –els autodenominats "comitès populars" i les milícies antifeixistes– que van actuar durant els primers mesos del conflicte al marge del control governamental i, sovint, també de la legalitat republicana. Les noves autoritats locals es proposaren de revisar els noms de les places i carrers per esborrar-ne qualsevol rastre d'ideologies conservadores, reaccionàries i religioses, i aquesta voluntat s'estengué també a les denominacions dels mateixos municipis, que en certa manera són un reflex del domini i les relacions de poder que han exercit històricament els estaments eclesiàstic i nobiliari sobre el territori.
Els canvis de nom es van dur a terme, majoritàriament, amb la intenció de substituir la denominació tradicional per un topònim que reflectís les inquietuds reformadores i revolucionàries del moment, d'arrel fonamentalment anarcosindicalista i comunista. Consegüentment, els canvis van afectar sobretot les denominacions de caràcter hagiogràfic –és a dir, els noms al·lusius al santoral– així com, en menor grau, els noms relatius als antics dominis senyorials, eclesiàstics o de la reialesa, els quals foren simplificats retirant l'apel·latiu Sant/Santa o substituïts, en molts casos, per elements naturals o geogràfics de l'entorn immediat, tals com l'orografia (Pla de Cadí, Puigsacalm), la hidrografia (Molins de Llobregat, Gramenet de Besòs) o la vegetació local (El Cirerer de Llobregat, Pins del Vallès).
En altres ocasions s'apostà per recuperar denominacions històriques que havien caigut en desús temps ençà, fins i tot de segles enrere (la Força, Empori), o per la tria de noms nous d'inspiració revolucionària o seglar (Aurora de Lluçanès, Vilaboi). Un cas ben il·lustratiu d'aquesta darrera opció és el topònim de nou encuny Glevinyol de Ter, que uneix de forma creativa els noms de la Gleva i de Vinyoles d'Orís, els dos nuclis habitats més importants del municipi fins llavors anomenat les Masies de Sant Hipòlit (avui les Masies de Voltregà). D'altra banda, un dels canvis més enigmàtics fou l'adopció del nom d'Olèstria per part del municipi de Sidamon, l'origen i el motiu del qual són desconeguts.
En darrer terme, coincidint amb les modificacions de tipus més ideològic, també n'hi hagué d'altres de menys evidents o que senzillament pretenien ajustar els topònims vigents a l'ús real, com en els casos de Bellaguarda, els Hostalets de Pierola, Montellà i Martinet i Navàs, o eliminar les referències a d'altres municipis com en els casos de Vilanova del Vallès (abans de la Roca) i Cabrera del Maresme (abans de Mataró i actualment Cabrera de Mar). Les poques denominacions fruit d'aquest període que han sobreviscut fins a l'actualitat són, gairebé totes, d'aquest darrer grup.

## El marc legal i els decrets de la Generalitat
A les darreries de 1936 la Generalitat començà a provar de controlar la situació amb l'establiment d'algunes mesures excepcionals per tal de «canalitzar els impulsos del nou ordre revolucionari». Així, el Decret de Seguretat Interior de 9 d'octubre de 1936 disposa en l'article 6 que «Per a canviar el nom d'un poble caldrà que ho acordi l'Ajuntament, sometent l'acord a l'aprovació del Consell de la Generalitat».
Després de l'establiment d'aquesta norma es produïren un gran nombre d'acords municipals referents al canvi de nom, que posteriorment el Govern va ratificar amb diversos decrets publicats al DOGC. Durant els primers nou mesos de 1937 el Departament de Seguretat Interior va aprovar fins a onze decrets de ratificació que van afectar un total de cent vint-i-tres municipis.
Amb la intenció de frenar l'onada de canvis i de minimitzar l'arbitrarietat detectada en algunes de les propostes, l'ara rebatejat Departament de Governació i Assistència Social aprovà, primer, el Decret de 8 d'octubre de 1937 que restablia la major part de la Llei Municipal de Catalunya de 1935, que ja disposava d'un procediment específic per als canvis de nom dels municipis, però que a l'inici del conflicte havia estat ignorada i havia esdevingut paper mullat a conseqüència de l'esclat revolucionari. Uns mesos més tard, el 10 de febrer de 1938, un nou decret afirmava que «Els noms adoptats per alguns municipis catalans catalans després del 19 de juliol del 1936 no sempre s'han inspirat en un criteri concordant amb la naturalesa del lloc i amb l'autèntica nissaga catalana», argumentant que «actualment res no pot justificar la supervivència d'una nomenclatura que, en molts casos, no ha arrelat en l'opinió pública, segurament perquè no sempre respon a les característiques locals que l'han de fer popular». En conseqüència, encarregava a una ponència presidida per un representant de l'IEC un estudi objectiu encarregat de «proposar una rectificació adequada en els casos que els noms adoptats es contradiguin amb la tradició popular».
D'ençà de la publicació d'aquests decrets i fins a l'acabament de la Guerra Civil només una població va canviar oficialment de nom: Cabrera de Mataró (actualment Cabrera de Mar), que passà a dir-se Cabrera del Maresme l'agost de 1938.
Paral·lelament als decrets de canvis en la toponímia, la Generalitat republicana també aprovà durant els anys de la Guerra Civil la creació de nous municipis a partir de la segregació de termes precedents tals com l'Ampolla (segregat del Perelló), Gerb (d'Os de Balaguer), la Palma de Cervelló (de Cervelló) i Riells del Fai (de Bigues).

## Noms de municipi canviats oficialment
Abans de juliol de 1936, a Catalunya hi havia un total de 1.068 entitats municipals. Hi ha constància d'almenys cent trenta-set canvis de nom oficialitzats per la Generalitat durant la Guerra Civil, nombre que representa a l'entorn d'un 13% del total de municipis de l'època, però potser n'hi va haver més que no arribaren a aprovar-se per decret. L'enorme majoria contenien algun element de caràcter religiós dins del topònim.
Això no obstant, van romandre sense alteració al voltant d'una trentena de denominacions hagionímiques (amb l'element Sant o Santa en el nom), a més d'altres topònims amb arrel religiosa evident, com per exemple la Bisbal d'Empordà, Sant Agustí de Lluçanès, Sant Cebrià de Vallalta, Santa Margarida i els Monjos, Sant Pol de Mar, la Seu d'Urgell, Vallbona de les Monges, Verges o Vila-sacra, entre d'altres.
| Nom actual                     | Nom anterior a 1936            | Nom de nova adopció                                  | Comentaris                                                       |
| ------------------------------ | ------------------------------ | ---------------------------------------------------- | ---------------------------------------------------------------- |
| Aguilar de Segarra             | Aguilar de Boixadors           | Aguilar de Segarra                                   |                                                                  |
| Bellaguarda                    | la Pobla de la Granadella      | Bellaguarda                                          |                                                                  |
| Cabrera de Mar                 | Cabrera de Mataró              | Cabrera del Maresme                                  |                                                                  |
| Caldes d'Estrac                | Caldetes                       | Caldes d'Estrac                                      |                                                                  |
| Calldetenes                    | Sant Martí de Riudeperes       | Calldetenes                                          | El poble conserva el nom, però el municipi ha canviat.           |
| Calonge                        | Calonge de les Gavarres        | Calonge de la Costa Brava                            |                                                                  |
| Castellbisbal                  | =                              | Fruiters                                             |                                                                  |
| Cerc                           | =                              | Cerc-ortedó / Cerc-Artedó                            | Actualment agregat a Alàs i Cerc                                 |
| Cladells                       | Sant Miquel de Cladells        | Cladells de Vallors                                  | Actualment agregat a Santa Coloma de Farners                     |
| el Pla de Sant Tirs            | =                              | Pla de Cadí                                          | Actualment agregat a Ribera d'Urgellet                           |
| el Pla de Santa Maria          | =                              | el Pla de Cabra                                      |                                                                  |
| el Pont de Vilomara i Rocafort | Rocafort i el Pont de Vilomara | Rocafort de Bages                                    |                                                                  |
| els Hostalets de Pierola       | Pierola                        | els Hostalets de Pierola                             |                                                                  |
| els Prats de Rei               | =                              | els Prats d'Anoia                                    |                                                                  |
| Fígols d'Organyà               | =                              | Fígols de Segre                                      | Actualment agregat a Fígols i Alinyà                             |
| Font-rubí                      | =                              | Guardiola del Penedès                                |                                                                  |
| Horta de Sant Joan             | =                              | Horta de Terra Alta                                  |                                                                  |
| Juncosa                        | =                              | Juncosa de les Garrigues                             |                                                                  |
| La Parròquia de Ripoll         | la Parròquia de Ripoll         | Fontfreda de Ter                                     | Actualment agregat a Ripoll                                      |
| La Ràpita                      | Sant Carles de la Ràpita       | La Ràpita dels Alfacs                                |                                                                  |
| Les Masies de Voltregà         | les Masies de Sant Hipòlit     | Glevinyol de Ter                                     |                                                                  |
| Malla                          | =                              | Malla i Miramberc                                    |                                                                  |
| Molins de Rei                  | =                              | Molins de Llobregat                                  |                                                                  |
| Monistrol de Calders           | =                              | Monistrol de Bages                                   |                                                                  |
| Montellà i Martinet            | Montellà de Cadí               | Montellà i Martinet                                  |                                                                  |
| Navàs                          | Castelladral                   | Navàs                                                | El poble conserva el nom, però el municipi ha canviat.           |
| Palau de Santa Eulàlia         | =                              | Puigflorit de Fluvià                                 |                                                                  |
| Pedret i Marzà                 | =                              | Marçà / Marçà d'Empordà                              |                                                                  |
| Pontils                        | Santa Perpètua de Gaià         | Perpètua de Gaià                                     | El poble conserva el nom, però el municipi ha canviat.           |
| Premià de Dalt                 | =                              | Premià                                               |                                                                  |
| Riudaura                       | Ridaura                        | Riudaura                                             |                                                                  |
| Sant Adrià de Besòs            | =                              | el Pla de Besòs                                      |                                                                  |
| Sant Andreu de la Barca        | =                              | Aigüestoses de Llobregat                             |                                                                  |
| Sant Andreu de Llavaneres      | =                              | Llavaneres                                           |                                                                  |
| Sant Andreu de Palomar         | =                              | Palomar de Besòs                                     | Actualment agregat a Barcelona                                   |
| Sant Andreu Salou              | =                              | Salou de la Selva                                    |                                                                  |
| Sant Aniol de Finestres        | =                              | Finestres                                            |                                                                  |
| Sant Antolí i Vilanova         | =                              | Vilanova de Segarra                                  | Actualment agregat a Ribera d'Ondara                             |
| Sant Antoni de Calonge         | Sant Antoni de Mar             | Llevantí de Mar                                      | Actualment agregat a Calonge i Sant Antoni                       |
| Sant Antoni de Vilamajor       | =                              | Vilamajor                                            |                                                                  |
| Sant Bartomeu del Grau         | =                              | Serra del Grau                                       |                                                                  |
| Sant Boi de Llobregat          | =                              | Vilaboi                                              |                                                                  |
| Sant Boi de Lluçanès           | =                              | Aurora de Lluçanès                                   |                                                                  |
| Sant Celoni                    | =                              | Baix Montseny                                        |                                                                  |
| Sant Climent de Llobregat      | =                              | el Cirerer de Llobregat                              |                                                                  |
| Sant Climent Sescebes          | =                              | Sescebes d'Empordà                                   |                                                                  |
| Sant Cugat del Vallès          | =                              | Pins del Vallès                                      |                                                                  |
| Sant Cugat Sesgarrigues        | =                              | Sesgarrigues / Sesgarrigues del Penedès              |                                                                  |
| Sant Daniel                    | =                              | la Vall de Gallegans                                 | Actualment agregat a Girona                                      |
| Sant Esteve de Palautordera    | =                              | Vallflorida                                          |                                                                  |
| Sant Esteve Sesrovires         | =                              | Sesrovires                                           |                                                                  |
| Sant Feliu de Buixalleu        | =                              | Buixalleu de la Selva                                |                                                                  |
| Sant Feliu de Codines          | =                              | Codines del Vallès                                   |                                                                  |
| Sant Feliu de Guíxols          | =                              | Guíxols                                              |                                                                  |
| Sant Feliu de Llobregat        | =                              | Roses de Llobregat                                   |                                                                  |
| Sant Feliu de Pallerols        | =                              | Hostoles                                             |                                                                  |
| Sant Feliu Sasserra            | =                              | Sasserra de Bages                                    |                                                                  |
| Sant Fost de Campsentelles     | =                              | Alba del Vallès                                      |                                                                  |
| Sant Fruitós de Bages          | =                              | Riudor de Bages                                      |                                                                  |
| Sant Gregori                   | =                              | Tudela de Ter                                        |                                                                  |
| Sant Guim de Freixenet         | Freixenet de Segarra           | Pineda de Segarra                                    | El poble conserva el nom, però el municipi ha canviat.           |
| Sant Hilari Sacalm             | =                              | Fonts de Sacalm                                      |                                                                  |
| Sant Hipòlit de Voltregà       | =                              | Voltregà                                             |                                                                  |
| Sant Iscle de Vallalta         | =                              | Vallalta del Maresme                                 |                                                                  |
| Sant Jaume de Frontanyà        | =                              | Frontanyà de Roca                                    |                                                                  |
| Sant Jaume de Llierca          | =                              | Poble del Llierca                                    |                                                                  |
| Sant Jaume dels Domenys        | =                              | Domenys del Penedès                                  |                                                                  |
| Sant Joan de les Abadesses     | =                              | Puig-alt de Ter                                      |                                                                  |
| Sant Joan de Mollet            | =                              | Mollet de Ter                                        |                                                                  |
| Sant Joan de Palamós           | =                              | Vilarromà                                            | Actualment agregat a Palamós                                     |
| Sant Joan de Vilatorrada       | =                              | Vilatorrada de Cardener                              |                                                                  |
| Sant Joan Despí                | =                              | el Pi de Llobregat                                   |                                                                  |
| Sant Joan les Fonts            | Begudà                         | les Fonts de Begudà                                  | El poble conserva el nom, però el municipi ha canviat.           |
| Sant Jordi Desvalls            | =                              | Desvalls                                             |                                                                  |
| Sant Julià de Ramis            | =                              | Costa-roja del Terri                                 |                                                                  |
| Sant Just Desvern              | =                              | Just Desvern                                         |                                                                  |
| Sant Llorenç d'Hortons         | =                              | Llorenç d'Hortons                                    |                                                                  |
| Sant Llorenç de Morunys        | =                              | Morunys (15/10/1936) Llorenç de Morunys (15/07/1937) |                                                                  |
| Sant Llorenç Savall            | =                              | Ripoll del Vallès                                    |                                                                  |
| Sant Martí de Maldà            | =                              | Plana de Riucorb                                     | Actualment agregat a Sant Martí de Riucorb                       |
| Sant Martí de Tous             | =                              | Tous d'Anoia                                         |                                                                  |
| Sant Martí Sarroca             | =                              | Castellsarroca                                       |                                                                  |
| Sant Martí Sesgueioles         | =                              | Sesgueioles                                          |                                                                  |
| Sant Martí Vell                | =                              | Vellmartí                                            |                                                                  |
| Sant Mateu de Bages            | =                              | Bages d'en Selves                                    |                                                                  |
| Sant Miquel de Fluvià          | =                              | Fluvià d'Empordà                                     |                                                                  |
| Sant Miquel de la Vall         | =                              | la Vall del Montsec                                  | Actualment agregat a Gavet de la Conca                           |
| Sant Mori                      | =                              | el Puig                                              |                                                                  |
| Sant Pau de Segúries           | =                              | Segúries de Ter                                      |                                                                  |
| Sant Pere de Ribes             | =                              | Ribes del Penedès                                    |                                                                  |
| Sant Pere de Riudebitlles      | =                              | Riudebitlles                                         |                                                                  |
| Sant Pere de Torelló           | =                              | Bellserrat                                           |                                                                  |
| Sant Pere de Vilamajor         | =                              | la Força                                             |                                                                  |
| Sant Pere Pescador             | =                              | Empori                                               |                                                                  |
| Sant Pere Sallavinera          | =                              | Sallavinera d'Anoia                                  |                                                                  |
| Sant Privat d'En Bas           | =                              | Puigsacalm                                           |                                                                  |
| Sant Quintí de Mediona         | =                              | Aigüesbones                                          |                                                                  |
| Sant Quirze de Besora          | =                              | Bisaura de Ter                                       |                                                                  |
| Sant Quirze del Vallès         | Sant Quirze de la Serra        | Quirze de la Serra                                   |                                                                  |
| Sant Quirze Safaja             | =                              | Quirze Safaja                                        |                                                                  |
| Sant Sadurní d'Anoia           | =                              | Sadurní d'Anoia                                      |                                                                  |
| Sant Sadurní d'Osormort        | =                              | Osormort                                             |                                                                  |
| Sant Sadurní de l'Heura        | =                              | Sadurní de l'Heura                                   | Actualment agregat a Cruïlles, Monells i Sant Sadurní de l'Heura |
| Sant Salvador de Bianya        | =                              | els Hostalets de Capsacosta                          |                                                                  |
| Sant Salvador de Guardiola     | =                              | Guardiola de Bages                                   |                                                                  |
| Sant Salvador de Toló          | =                              | Vila de Toló / Toló                                  | Actualment agregat a Gavet de la Conca                           |
| Sant Vicenç de Calders         | =                              | Calders del Baix Penedès                             | Actualment agregat al Vendrell                                   |
| Sant Vicenç de Castellet       | =                              | Castellet de Llobregat                               |                                                                  |
| Sant Vicenç de Montalt         | =                              | Llavaneres de Montalt                                |                                                                  |
| Sant Vicenç de Torelló         | =                              | Lloriana de Ter                                      |                                                                  |
| Sant Vicenç dels Horts         | =                              | els Horts de Llobregat                               |                                                                  |
| Santa Bàrbara                  | =                              | Plana de Montsià / Planes de Montsià                 |                                                                  |
| Santa Cecília de Voltregà      | =                              | Cecília de Voltregà                                  |                                                                  |
| Santa Coloma de Cervelló       | =                              | Pinedes de Llobregat                                 |                                                                  |
| Santa Coloma de Farners        | =                              | Farners de la Selva                                  |                                                                  |
| Santa Coloma de Gramenet       | =                              | Gramenet de Besòs                                    |                                                                  |
| Santa Coloma de Queralt        | =                              | Segarrà de Gaià                                      |                                                                  |
| Santa Cristina d'Aro           | =                              | Ridaura d'Aro                                        |                                                                  |
| Santa Eugènia de Berga         | =                              | Berga del Castell                                    |                                                                  |
| Santa Eugènia de Ter           | =                              | el Pla de Ter                                        | Actualment agregat a Girona                                      |
| Santa Eulàlia de Riuprimer     | =                              | Riuprimer                                            |                                                                  |
| Santa Eulàlia de Ronçana       | =                              | Ronçana del Vallès                                   |                                                                  |
| Santa Fe del Penedès           | =                              | la Torre del Penedès                                 |                                                                  |
| Santa Margarida de Montbui     | =                              | Aigüesbones de Montbui                               |                                                                  |
| Santa Maria de Merlès          | =                              | Merlès                                               |                                                                  |
| Santa Maria d'Oló              | =                              | Oló                                                  |                                                                  |
| Santa Maria de Palautordera    | =                              | Palautordera                                         |                                                                  |
| Santa Oliva                    | =                              | Oliva del Penedès                                    |                                                                  |
| Santa Pau                      | =                              | Pau de Sert                                          |                                                                  |
| Santa Perpètua de Mogoda       | =                              | Perpètua de Moguda                                   |                                                                  |
| Santa Susanna                  | =                              | Montagut de Mar                                      |                                                                  |
| Santpedor                      | =                              | Graner de Bages                                      |                                                                  |
| Sidamon                        | =                              | Olèstria                                             |                                                                  |
| Sobremunt                      | Sant Martí de Sobremunt        | les Roques d'Osona                                   |                                                                  |
| Toses                          | =                              | Toses de la Muntanya                                 |                                                                  |
| Vilanova del Vallès            | Vilanova de la Roca            | Vilanova del Vallès                                  |                                                                  |
| Vilassar de Dalt               | Sant Genís de Vilassar         | Vilassar de Dalt                                     |                                                                  |

## Franquisme i etapa democràtica
Després de la finalització de la guerra, les normes i disposicions legislatives del Govern de la Segona República Espanyola i de la Generalitat republicana esdevingueren en el seu conjunt il·legals, i amb elles tots els canvis de nom que es produïren oficialment en els municipis catalans. La dictadura franquista obligà a retornar la toponímia a la situació anterior, a més d'anul·lar també la tasca de correcció i normalització lingüística realitzada per l'Institut d'Estudis Catalans i promovent un retrocés a l'ortografia prefabriana (Vich, Caldas de Estrach, Bellvey, Bañolas, Esplugas, etc.) i la castellanització de molts topònims (Villanueva y Geltrú, San Saturnino de Noya, Villafranca del Panadés, etc.).
Actualment, la gran majoria de poblacions que modificaren el seu nom durant els anys 1936-1938 conserven la denominació anterior a la guerra, que amb el retorn de la democràcia pogué tornar a escriure's d'acord amb l'ortografia normativa catalana. De les denominacions aprovades durant la Guerra Civil només sobreviuen alguns casos concrets com els de Bellaguarda, Calldetenes, Hostalets de Pierola, Montellà i Martinet, Navàs, Vilanova del Vallès i Vilassar de Dalt, que acabaren essent reconeguts oficialment –alguns ja durant el franquisme– perquè aproximaven la realitat administrativa als costums i les pautes d'ús real.
Tanmateix, en algunes de les localitats de la llista hi ha encara avui associacions cíviques, entitats culturals i partits polítics que mantenen viu el nom adoptat en aquell període, com és el cas, per exemple, de la denominació Farners de la Selva reivindicada per alguns sectors de Santa Coloma de Farners com la Candidatura d'Unitat Popular (CUP) i altres organitzacions locals.